# 1856 в Україні

## Події
- 10 вересня — закінчення Кримської війни
- селянський виступ — «Рух в Таврію за волею»

## Народились
- 1 січня Вітошинський Модест Петрович (1856—1901) — співак (баритон); соліст Львівського чоловічого хору Анатоля Вахнянина, хору товариств «Лютня», «Боян».
- 2 січня Блажей Яшовський (1856—1921) — польський римо-католицький священик, доктор богослов'я, педагог, професор і ректор Львівського університету (1910—1911).
- 1 січня Мочульський Василь Миколайович (1856—1920) — історик культури і літератури, історіограф. Доктор наук.
- 3 січня Селезньов Іван Федорович (1856—1936) — український художник російського походження, представник академізму.
- 3 січня Соломка Микола Вікторович (1856—1903) — військовий лікар-хірург, доктор медицини, дійсний статський радник.
- 7 січня Шкрібляк Василь Юрійович (1856—1928) — гуцульський тесля, токар і різьбяр, майстер плаского різьблення по дереву.
- 27 січня Горбачевський Антін Якович (1856—1944) — український галицький громадський і політичний діяч у Галичині, адвокат (доктор права), співзасновник УНДП, посол до Галицького сейму, делеґат Національної Ради ЗУНР.
- 28 січня Карпека Данило Олександрович (1856—1914) — український цукрозаводчик і землевласник, попечитель Чернігівської чоловічої гімназії.
- 29 січня Александер Брюкнер (1856—1939) — польський філолог та історик культури, багаторічний професор Берлінського університету, член багатьох академій, в тому числі НТШ, Польської академії знань, Петербурзької Академії Наук.
- 1 лютого Ломинський Федір Іванович (1856—1927) — російський і український гістолог, професор.
- 8 лютого Підвисоцька Емілія (1856 — 1920-ті) — українська актриса.
- 16 лютого Тит Войнаровський (1856—1938) — громадський і економічний діяч, священик УГКЦ.
- 18 лютого Русова Софія Федорівна (1856—1940) — український педагог, прозова письменниця, літературознавиця та громадська діячка, одна з піонерок українського фемінізму.
- 21 лютого Маврикій Готтліб (1856—1879) — знаний єврейський маляр.
- 23 лютого Кудрицький Михайло Петрович (1856—1933) — український метеоролог; один з організаторів метеорологічної мережі на території України.
- 1 березня Віктор Сиротинський (1856—1925) — перший парох парафії в Новій Кам'янці у 1882—1925 роках.
- 7 березня Мартинович Порфирій Денисович (1856—1933) — український живописець, графік, фольклорист і етнограф.
- 12 березня Мишлаєвський Олександр Захарович (1856—1920) — російський генерал від інфантерії, начальник Головного управління Генерального штабу Російської імперії (1909), професор, військовий історик.
- 16 березня Кованько Олександр Матвійович (1856—1919) — винахідник та пілот-аеронавт українського походження, начальник Навчального повітроплавального парку і офіцерської повітроплавальної школи, генерал-лейтенант.
- 22 березня Коновалов Дмитро Петрович (1856—1928) — російський, радянський науковець українського походження. Працював в галузях: хімія, метрологія, фізична хімія, термохімія, калориметрія.
- 31 березня Сулковський Йосип Юліанович (1856—1917) — український краєзнавець, священик.
- 6 квітня Тадеуш Ценський (1856—1925) — галицький польський політик і громадський діяч, сенатор II Речі Посполитої.
- 8 квітня Катеринич Петро Петрович (1856—1916) — юрист, засновник Бобровицького цукровозаводу, меценат.
- 23 квітня Маргулес Макс (1856—1920) — австрійський математик, фізик, хімік, метеоролог єврейського походження.
- 8 травня Грицай Василь Овсійович (1856—1910) — український актор, оперний співак (тенор, пізніше баритон), режисер.
- 16 травня Колцуняк Микола Семенович (1856—1891) — український етнограф і фольклорист.
- 9 червня Аарон Давид Гордон (1856—1922) — єврейський філософ, діяч раннього сіонізму, ідеолог сіоністського руху «Ха-Поель ха-Цаїр».
- 12 червня Кирчів Богдар (1856—1900) — священик УГКЦ, український письменник, поет, громадський і політичний діяч.
- 17 червня Рубо Франц Олексійович (1856—1928) — український художник-баталіст французького походження, автор панорам «Оборона Севастополя», «Бородінська битва».
- 18 червня Грабович Іларіон Михайлович (1856—1903) — український поет, літературний діяч, публіцист, педагог.
- 23 червня Лейзер-Дувід Розенталь (1856—1932) — єврейський прозаїк і перекладач.
- 29 червня Колаковський Олексій Антонович (1856—1912) — скрипаль та педагог.
- 11 липня Левченко Петро Олексійович (1856—1917) — український живописець-пейзажист, графік, майстер інтер'єрних композицій.
- 18 липня Микола Садовський (1856—1933) — український актор, режисер і громадський діяч. Корифей українського побутового театру.
- 7 серпня Каєтан Абґарович (1856—1909) — польський письменник.
- 18 серпня Агад Га-ам (1856—1927) — єврейський письменник-публіцист і філософ.
- 27 серпня Франко Іван Якович (1856—1916) — видатний український письменник, поет, публіцист, перекладач, учений, громадський і політичний діяч. Доктор філософії, дійсний член Наукового товариства імені Шевченка, почесний доктор Харківського університету.
- 2 вересня Левицький Володимир Лукич (1856—1938) — український письменник і громадський діяч, нотаріус, видавець, літературознавець, почесний член товариства «Просвіта», дійсний член НТШ.
- 7 вересня Терещенко Олександр Миколайович (1856—1911) — київський благодійник і громадський діяч.
- 13 вересня Виноградський Сергій Миколайович (1856—1953) — мікробіолог, еколог та ґрунтознавець, іноземний член Лондонського королівського товариства.
- 13 вересня Смирнов Леонід Васильович (1856—1918) — хірург, доктор медицини.
- 24 вересня Людвік Варинський (1856—1889) — один з головних діячів та ідеологів польського соціалістичного руху.
- 27 вересня Богомолець Софія Миколаївна (1856—1892) — українська революціонерка-народниця.
- 1 жовтня Чопей Василь (1856—1934) — педагог, учитель, упорядник підручників для народних шкіл Закарпаття.
- 21 жовтня Калішевський Яків Степанович (1856—1923) — український хоровий диригент.
- 27 жовтня Кипріян Іван (1856—1924) — релігійний, суспільно-політичний, мистецький діяч, священик УГКЦ, капелан УГА.
- жовтень Климентина Тишкевич (1856—1921) — графиня. Остання дідичка Сатанова.
- 1 листопада Танчаківський Йосип (1856—1929) — галицький педагог, учитель і управитель народної школи імені Маркіяна Шашкевича у Львові.
- 20 листопада Сатурнін Квятковський (1856—1902) — польський історик, член Історичного товариства у Львові.
- 20 листопада Сквері Михайло Петрович (1856—1924) — учасник та історик революційного руху на Півдні України.
- 6 грудня Давидов Микола Львович (1856—1930) — юрист, мировий суддя, дендролог, садівник, засновник парку «Веселі Боковеньки».
- 29 грудня Крижанівський Данило Якович (1856—1894) — український педагог, композитор, автор музики до пісні «Реве та стогне Дніпр широкий».
- 30 грудня Потапенко Ігнатій Миколайович (1856—1929) — письменник, драматург.
- 31 грудня Дерібас Олександр Михайлович (1856—1937) — історик, журналіст, краєзнавець і бібліограф.
- Ашкаренко Григорій Андрійович (1856—1922) — актор, антрепренер, драматург. Організатор Російсько-української професійної трупи, керував аматорським театром в Кременчуці.
- Белей Іван Михайлович (1856—1921) — український журналіст, перекладач і критик.
- Білецький Василь (1856—1931) — український педагог-історик, просвітянин, культурно-освітній діяч.
- Білобрам Осип (1856—1933) — український громадський та освітянський діяч, диригент.
- Бразоль-Леонтьєва Юлія Миколаївна (1856—1919) — скульпторка, живописець, графікиня.
- Нафталі Герц Імбер (1856—1909) — єврейський поет, автор тексту «Гатікви», державного гімну Ізраїлю.
- Кибальчич Надія Матвіївна (1856—1918) — українська письменниця.
- Тимофій Веремієнко (1856 — після 1907) — козак, хлібороб, депутат Державної думи II скликання від Чернігівщини.
- Яворський Іван (1856—1930) — український галицький громадський і політичний діяч, греко-католицький священик, парох; член проводу Української національно-демократичної партії, посол на Галицький сейм у 1913—1914 роках.

### Померли
- 27 червня Кравченко Аграфена Павлівна (1820—1856) — українська та російська актриса.
- 2 жовтня Прокопчиць Євстахій (1806—1856) — український вчений-філолог, громадсько-політичний діяч і педагог.
- 18 листопада Воронцов Михайло Семенович (1782—1856) — генерал-губернатор та повноважний намісник Бессарабії (1823—1844 рр.), граф, генерал-фельдмаршал, генерал-ад'ютант; почесний член Петербурзької академії наук (1826); з 1845 року світліший князь, в 1844—1854 — намісник на Кавказі.
- 23 листопада Журавський Дмитро Петрович (1810—1856) — статистик Російської імперії.
- Білецький-Носенко Павло Павлович (1774—1856) — український письменник, педагог і лексикограф.
- Никоненко Архип (? — 1856) — кобзар і лірник.
- Йоган Шімзер (1793—1856) — скульптор, творив у Львові.

## Засновані, створені
- Львівський національний аграрний університет
- Другий Міський театр (Київ)
- Львівська цитадель
- Російське товариство пароплавства і торгівлі
- Велика хоральна синагога (Полтава)
- Сампсоніївська церква (Полтава)
- Церква Покрови Пресвятої Богородиці (Кривче)
- Караїмський національний цвинтар у Севастополі
- Козьмо-Дем'янівський монастир
- Церква святої Параскеви (Веприк)
- Церква Успіння Пресвятої Богородиці (Старий Гвіздець)
- Тернівська загальноосвітня школа
- Червонокам'янське НВО
- Єврейський національний цвинтар у Севастополі
- Кашперівський цукровий завод
- Шполянський цукровий завод
- Благівка
- Глибока Долина (Демидівський район)
- Гнутове
- Грушівка (Сарненський район)
- Калантаївка
- Киселівка (Білозерський район)
- Лучичі (село)
- Любицьке
- Новодар'ївка (село)
- Широка Балка (Білозерський район)